# Godwin van Wessex
Godwin van Wessex (ca. 993 – Winchester, 15 april 1053), een van de machtigste mannen van Engeland in zijn tijd, was vermoedelijk een zoon van Wulfnoth Cild (ca. 960 - tussen 1009 en juni 1014), thegn van Sussex (graafschap).
Toen koning Ethelred II in 1008 bezig was met de opbouw van een grote vloot, om in te zetten tegen de Denen, werd Wulfnoth, vermoedelijk ten onrechte, beschuldigd van een vergrijp door de edelman Brihtric (een broer van de beruchte manipulator en verrader Eadric Streona = "de Graaier"). Wulfnoth vluchtte met twintig van de nieuwe schepen van de koning en begon de kuststreken te plunderen. Brihtric achtervolgde hem met tachtig schepen maar die werden door een storm op de kust geworpen en Wulfnoth kon ze verbranden. Door dit grote verlies kon de vloot van Ethelred de volgende Deense aanval niet weerstaan. Als straf confisqueerde Ethelred de bezittingen van Wulfnoth. Na de dood van kroonprins Aethelstan in 1014 ontving Godwin een deel van de goederen van zijn vader terug uit het testament van Aethelstan.
Godwin maakte een snelle carrière onder koning Knoet de Grote. In 1018 werd hij earl van een deel van Wessex, in 1020 was hij earl van geheel Wessex (ongeveer het zuidelijke derde deel van Engeland). Knoet maakte Godwin in 1018 ook tot "balujus" van heel Engeland. Godwin onderscheidde zich onder Knoet in expedities in Scandinavië (1019-1023). Hij trouwde in 1019 met Gytha, zuster van de Deense jarl Ulf, een zwager van Knoet. In aktes van Knoet werd Godwin altijd als eerste van de leken-getuigen genoemd.
Na de dood van Knoet in 1035 greep zijn (onwettige) zoon Harold de macht in Engeland, met steun van Godwin. Dit ging ten koste van Hardeknoet, de aangewezen erfgenaam van Knoet die wel koning werd in Denemarken. Alfred Aetheling, een zoon van Ethelred, probeerde ook om koning van Engeland te worden maar hij werd door Godwin gevangengenomen. Alfred werd blind gemaakt en stierf in 1036. Hardeknoet begon een expeditie tegen Harold, maar Harold stierf al voordat Hardeknoet in Engeland landde (1040). Godwin steunde Hardeknoet, en voerde in 1041 diens bevel uit om de stad Worcester (Verenigd Koninkrijk) als straf af te branden. Godwin steunde na het overlijden van Hardeknoet (1042) de nieuwe koning Eduard de Belijder.
Het lukte Godwin om zijn dochter Edith van Wessex met Eduard te laten trouwen (1045). Godwin was verder vooral een tegenstander van Eduards gewoonte om edelen, geestelijken en kunstenaars uit Normandië te halen voor de opbouw van zijn hofhouding en van zijn bestuur. Deze kwestie werd een open conflict toen Eustatius II van Boulogne, zwager van Eduard, Engeland bezocht. In Dover kwam het tot gevechten tussen de lokale bevolking en het gezelschap van Eustatius. Eduard beval Godwin om de stad voor straf af te branden, maar Godwin weigerde om dat te doen. In 1051 had Eduard voldoende binnenlandse steun verzameld om Godwin te verbannen. Godwin en zijn zoons trokken naar Vlaanderen en Ierland, en ze kwamen in 1052 met legers terug. Het was duidelijk dat Godwin en zijn kinderen veel steun hadden in het leger en onder de bevolking, en Eduard kon niets anders doen dan Godwin en zijn zoons in hun functies te herstellen.
Godwin zakte op 15 april 1053 tijdens een banket in Winchester plotseling in elkaar. Hij overleed drie dagen later. Aangenomen wordt dat hij een beroerte heeft gehad. Godwin werd begraven in de (oude) kathedraal van Winchester. Zijn zoons bestuurden met elkaar het grootste deel van Engeland en zijn oudste overlevende zoon Harold II van Engeland werd zelfs koning van Engeland.

## Huwelijk en kinderen
Godwin huwde in 1019 met (ca. 1005 - Saint-Omer, na 1069) Gytha Thorkelsdóttir, dochter van de Deense edelman Thorgil Sprakling. Ze kregen de volgende kinderen:
- Edith van Wessex;
- Sven (overl. Constantinopel, 1052), earl van Mercia maar moest die functie wegens wangedrag opgeven en werd verbannen. Zijn goederen werden verdeeld tussen zijn broer Harold en zijn neef Björn Ulfsson. Sven doodde Björn in 1051 en werd nogmaals verbannen. Hij maakte een pelgrimstocht naar Jeruzalem en overleed op de terugweg;
- Harold II van Engeland;
- Tostig Godwinson;
- Gyrth (ca. 1032 - Battle, 14 oktober 1066), earl van East Anglia en omgeving. Probeerde in 1066 tevergeefs om Harold te overtuigen om achter te blijven in Londen en hem het commando te geven voor de slag bij Hastings. Sneuvelde in de slag bij Hastings;
- Mogelijk Alfgar, monnik in Reims;
- Leofwine (ovl. Battle, 14 oktober 1066), earl van Kent, Essex en omgeving. Sneuvelde in de slag bij Hastings;
- Wulfnoth (ca. 1040 - ca. 1094), werd in 1051 als gijzelaar naar Normandië gestuurd. In 1066 gevangengenomen en in 1087 door Willem de Veroveraar op zijn sterfbed vrijgelaten. Willem II van Engeland zette hem echter weer gevangen in Winchester.
- Gunhilda (ovl. Brugge, 24 augustus 1087), werd na 1066 non in Saint-Omer, trok daarvandaan naar Brugge, toen naar Denemarken maar vestigde zich uiteindelijk in Brugge;
- Ælfgifu (ovl. voor 1066), vermoedelijk is Ælfgifu de zuster die Harold als bruid beloofde aan een van de Normandische edelen, wat niet doorging door haar plotselinge overlijden.

Gytha trachtte na de slag bij Hastings tevergeefs het lichaam van haar zoon Harold los te kopen. Ze woonde tot 1068 in Exeter (Verenigd Koninkrijk). Toen de stad in dat jaar in opstand kwam en werd aangevallen door de Normandiërs, vertrok Gytha met een gevolg van hooggeboren Engelse dames (vooral weduwen) en een grote schat. Vermoedelijk is ze non geworden in Saint-Omer.
Volgens enkele achttiende-eeuwse Deense historici zou Thorgil Sprakling de zoon zijn van de half-mythische Styrbjörn de Sterke (zoon van de ook half-mythische koning Olof I van Zweden) en van Thyre, dochter van Harald I van Denemarken. Dit is vermoedelijk niet meer dan een constructie om de stamboom van veel middeleeuwse Deense koningen (die van Thorgil afstammen) te verfraaien. Uit oorspronkelijke middeleeuwse teksten is alleen bekend dat de vader van Thorgil de naam Björn had, en over hem wordt verder niets vermeld.